# 圣让德索沃
圣让德索沃（法語：Saint-Jean-de-Sauves，法語發音：[sɛ̃ ʒɑ̃ də sov]）是法国新阿基坦大区维埃纳省的一个市镇，属于沙泰勒罗区。

## 地理
圣让德索沃（46°50'25"N, 0°5'35"E）面积56.58 平方千米，位于法国新阿基坦大区维埃纳省，该省份为法国中西部省份，北起曼恩-卢瓦尔省和安德尔-卢瓦尔省，西接德塞夫勒省，南至夏朗德省，东南接上维埃纳省，东临安德尔省。
与圣让德索沃接壤的市镇（或旧市镇、城区）包括：圣克莱尔、马尔讷、拉绍塞、舒普、拉格里莫迪耶尔、马泽伊、蒙孔图尔、韦吕。

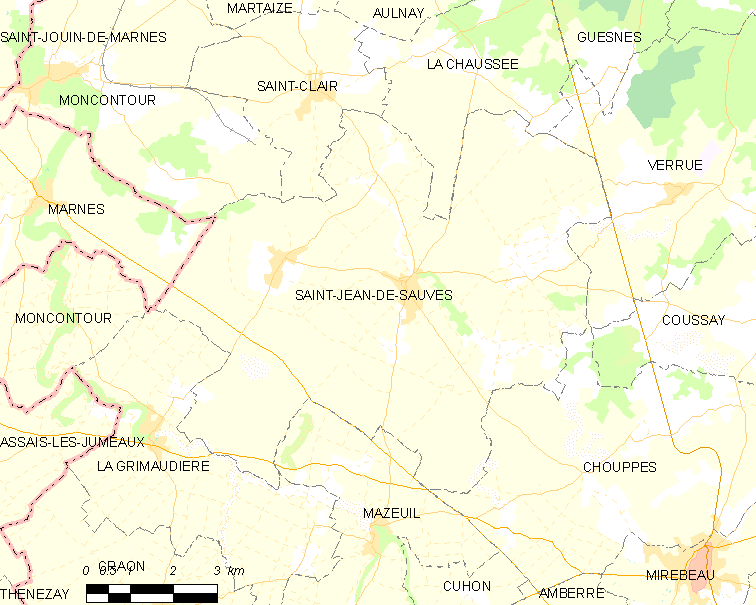
圣让德索沃的OSM定位图

圣让德索沃的时区为UTC+01:00、UTC+02:00（夏令时）。

## 行政
圣让德索沃的邮政编码为86330，INSEE市镇编码为86225。

## 政治
圣让德索沃所属的省级选区为卢丹县。

## 人口

1962-2008年间圣让德索沃人口变化图示

圣让德索沃于2022年1月1日时的人口数量为1292人。